# 戈洛斯科維奇
50°1′24″N 25°4′32″E / 50.02333°N 25.07556°E
戈洛斯科維奇（烏克蘭語：Голосковичі），是烏克蘭西部的村莊，隸屬利維夫州的佐洛奇夫區。該村面積1.99平方公里，2001年人口530，人口密度每平方公里265.93人。